# Dianópolis
Dianópolis là một đô thị thuộc bang Tocantins, Brasil. Đô thị này có diện tích 3217,179 km², dân số năm 2007 là 18584 người, mật độ 5,78 người/km².